# Pompeii (film din 2014)
Pompeii este un film istoric de aventură și catastrofă din 2014, produs și regizat de Paul W. S. Anderson. O co-producție internațională între Statele Unite, Germania și Canada, este inspirat și bazat pe erupția Vezuviului din anul 79, care a distrus Pompeii, oraș al Imperiului Roman. Filmul îi are în rolurile principale pe Kit Harington, Emily Browning, Carrie-Anne Moss, Adewale Akinnuoye-Agbaje, Jessica Lucas, Jared Harris și Kiefer Sutherland. 
Premiera a avut loc pe 19 februarie 2014 în Franța și Belgia, și a fost lansat ulterior în Statele Unite și Canada pe 21 februarie.

## Sinopsis
În nordul provinciei Britannia, în anul 62 d.Hr, un trib de celți sunt omorâți în mod brutal de către romanii conduși de Corvus. Singurul supraviețuitor, un băiat pe nume Milo, a cărui părinți sunt omorâți personal de Corvus, este capturat ulterior de negustorii de sclavi.
Șaptesprezece ani mai târziu, în Londinium, anul 79, proprietarul de sclavi Graecus privește neimpresionat o serie de lupte cu gladiatori, asta până când îl vede pe tânărul Milo, un gladiator talentat denumit de public "Celtul". Milo este curând adus la Pompeii alături de ceilalți sclavi. Pe drum, ei văd o caleașcă împotmolită după ce calul se accidentează. În acea caleașcă se află Cassia, întoarsă după un an de la Roma, și servitoarea ei, Ariadne. Milo omoară calul pentru a-i curma suferința, iar Cassia devine atrasă de Milo. Cassia este fiica guvernatorului din oraș, Severus și a Aureliei, soția lui. Severus speră ca noul Împărat Titus să investească într-un plan de reconstrucție al orașului Pompeii, în ciuda avertismentului Cassiei că Roma a devenit din ce în ce mai coruptă. Felix, un servitor, ia calul Cassiei, pe Vires, într-o plimbare pe lângă Vezuviu, dar este curând înghițit de un cutremur cauzat de vulcan.
În Pompeii, Milo devine rivalul lui Atticus, un gladiator-campion care, conform legii romane, va dobândi libertatea dacă va mai câștiga încă o dată în arenă. După ce ajunge la Pompeii, Corvus, acum Senator, îi spune lui Severus că Împăratul nu va investi în planurile sale, dar Corvus o va face. Este dezvăluit că, Cassia a părăsit Roma pentru a scăpa de avansurile lui Corvus. Când un cutremur face ca anumiți cai să devină neliniștiți, Milo îi ajută să se liniștească. Apoi, el o ia pe Cassia și îi spune că nu pot fi împreună. Întorși la vilă, Corvus este decis să îl omoare pe Milo (nerecunoscându-l de la masacrul celților), dar Cassia ajută la cruțarea lui Milo, însă acesta nu scapă de biciuire.
În Amfiteatrul din Pompeii, pentru a-l pedepsi pe Milo, Corvus ordonă să intre primul în luptă, pentru a fi ucis mai repede, iar antrenorul corupt Bellator îl convinge pe Graecus să-l sacrifice și pe Atticus. Cei doi, alături de alți gladiatori, sunt legați de un stâlp pentru a fi umiliți și uciși de alți luptători. Lucrând împreună, Milo și Atticus supraviețuiesc bătăliei; Atticus realizează că romanii nu îi vor oferi niciodată libertatea. În timpul bătăliei, Corvus o forțează pe Cassia să se însoare cu el, după ce acesta amenință că îi va omorî părinții pentru o presupusă trădare împotriva Împăratului. După ce Milo și Atticus câștigă, Cassia îl sfidează pe Corvus printr-un “deget-sus” pentru ca ei să trăiască, iar Corvus o duce la Vilă pentru a o închide. Propovăduind că, cutremurul este un semn de la Vulcan, Corvus își pune ofițerul, Proculus, să lupte contra lui Milo. Bătălia este întreruptă de erupția Vezuviului, creându-se cutremure majore ce fac ca arena să se prăbușească. Milo și Proculus ajung să lupte în temnițe, dar Milo deschide celulele, iar prizonierii ajung să îl omoare pe Bellator; Proculus reușește să scape. Văzându-l pe Corvus prăbușit, Severus încearcă să-l omoare, dar Corvus îl înjunghie și scapă.
Erupția trimite mingi de flăcări și lavă către oraș, iar populația încearcă să scape pe mare. O minge de foc distruge nava pe care se afla Graecus. Înainte de a muri, Aurelia îi spune lui Milo că, Cassia se află la vilă. Milo ajunge la vilă pentru a o salva pe Cassia, dar Ariadne moare după ce vila se prăbușește în Marea Mediterană. Atticus încearcă să ajungă la port, dar un tsunami creat de erupție distruge portul și zidurile exterioare. Reunit cu Atticus, Milo sugerează să caute niște cai în arenă. În vreme ce gladiatorii întâlnesc soldații romani în arenă, Cassia este răpită de Corvus după ce își vede părinții morți. Atticus îl pune pe Milo să urmărească carul, în timp ce el se va lupta cu Proculus. Atticus este rănit mortal în duel, dar chiar și așa, reușește să îl omoare pe Proculus.
Milo îl urmărește pe Corvus prin oraș; în timp ce evită mingile de foc și clădirile prăbușite. Cassia reușește să se elibereze înainte de ciocnirea carului cu Templul lui Apollo. Un duel între Milo și Corvus începe, în timp ce mingile de flăcări distrug templul. Cassia îl leagă pe Corvus de o clădire, iar Milo îi dezvăluie cine este și cum Corvus i-a omorât familia, iar acum zeitățile celtice îl vor pedepsi pe Senator. Milo și Cassia călăresc spre dealuri în timp ce flăcările distrug aproape complet orașul, incinerându-l pe Corvus. În arenă, Atticus se mândrește că va muri ca un om liber, după care este omorât și el. În afara orașului, calul se sperie și îi aruncă jos pe Milo și Cassia. Milo îi spune Cassiei să fugă, deoarece calul nu va fi rapid pentru amândoi. În schimb, ea trimite calul departe, știind că nu poate fugi de urgie. Milo o sărută pe Cassia în timp ce aceștia sunt înghițiți de foc și pucioasă. Ultimul cadru este cu cele două corpuri pietrificate, blocate într-o îmbrățișare eternă.

## Distribuție
- Kit Harington în rolul lui Milo, un sclav care a devenit gladiator.[8]
  - Dylan Schombing în rolul lui Milo tânăr
- Emily Browning în rolul lui Cassia[9]
- Carrie-Anne Moss în rolul Aureliei
- Adewale Akinnuoye-Agbaje în rolul lui Atticus[10]
- Jessica Lucas în rolul Ariadnei[11]
- Jared Harris în rolul lui Severus[12]
- Kiefer Sutherland în rolul Senatorului Corvus[13]
- Joe Pingue în rolul lui Graecus
- Dalmar Abuzeid în rolul lui Felix
- Sasha Roiz în rolul lui Proculus
- Jean-Francois Lachapelle în rolul tatălui lui Milo
- Rebecca Eady în rolul mamei lui Milo
- Currie Graham în rolul lui Bellator

## Producție
Filmul a fost turnat la Toronto, Ontario, din martie până în iulie 2013, în mare parte la studioul Cinespace Film Studios din Kipling Avenue. Constantin Film și Don Carmody Productions folosiseră anterior Cinespace la filmările pentru Resident Evil: Retribution și The Mortal Instruments: City of Bones.
Starul principal, Kit Harington, a urmat un tratament serios pentru a se defini muscular pentru acest rol. Harington a spus că "voia să își transforme corpul pentru ceva—a fost un proces pe care nu l-am mai făcut vreodată... devenisem obsedat de asta. Până în punctul în care mergeam la sală de trei ori pe zi timp de șase zile pe săptămână. Deveneam extenuat. Așa că antrenorul mi-a spus, 'Uite, nu trebuie să faci toate astea. Devine dismorfofobie."
Pompeii a fost al patrulea film în care regizorul Anderson a folosit camere 3D, primul fiind Resident Evil: Afterlife în 2010. Producătorii de la Resident Evil, Jeremy Bolt și Don Carmody s-au reunit cu Anderson pentru acest film. FilmDistrict a cumpărat drepturile de distribuire în SUA și, din cauza relației dintre Sony și producători, ei au ales să lanseze filmul alături de TriStar Pictures. Summit Entertainment, care s-a ocupat anterior de lansarea filmului Cei Trei Mușchetari, s-a ocupat de distribuție în afara Germaniei și SUA (prin Lionsgate).

## Lansare

### Încasări
Pompeii a încasat 10 milioane $ în weekendul de lansare, ajungând pe locul 3, împotriva unei competiții serioase a filmului The Lego Movie. Filmul a încasat 23,2 milioane $ în America de Nord și 78,6 milioane $ în restul teritoriilor, pentru un total de 117,8 milioane $.
Filmul a câștigat premii la Golden Screen Award, fiind cel mai profitabil film al anului 2014 în Canada.

### Reacția criticilor
Rotten Tomatoes a acordat filmului un scor de 27% din 170 de recenzii, cu un rating mediu de 4,4/10. Site-ul enumeră, "Acestui film de aventură de tip peplum îi lipsește energia și forța narativă pentru a fi mai mult decât o plăcere vinovată." Pe Metacritic, filmul are un scor de 39 din 100, bazat pe 33 de recenzii, indicând "recenzii majoritar nefavorabile". Audiențele de pe CinemaScore i-au acordat o notă de "B" pe scala de la F la A+.

Anumiți critici au fost în favoarea filmului, precum cel din blogul Vulture, care a sumarizat filmul ca fiind o 
poveste nu chiar originală, dar care galopează la un ritm bun, personajele pozitive fiind galante și impresionante, iar cele negative fiind îngâmfate ... Și fie că este o bătălie între gladiatori sau o cursă de care într-un oraș în flăcări, Anderson regizează cu precizie, ritm și fără milă – are un anumit tipar pentru violență și impactul visceral al unei morți. La apogeu, el creează secvențe de acțiune în care simți că se poate întâmpla orice, chiar dacă știi cumva deja ce se va întâmpla. Iar cele din Pompeii sunt mai captivante decât orice film cu supereroi văzut anul trecut ... Între timp, dezastrul face ca antagonistul să devină și mai meschin, iar iubăreții și mai romantici. Doar atât trebuie să fie. De la Bulwer-Lytton la Leone, povestea Pompeii n-a fost niciodată una ieftină: Nu e nici Biblia, nici Homer. În această versiune nouă, superbă și incitantă, își găsește locul. Pompeii 3-D vrea doar să te distreze. Și o face cu mândrie.
Harington a glumit ulterior despre recepția filmului la emisiunea Saturday Night Live, remarcând că filmul a fost "un dezastru mai mare decât evenimentul pe care a fost bazat."

### Distincții
| Premiul                | Data ceremoniei   | Categoria                                | Beneficiar(i) | Rezultat     | Ref(s) |
| ---------------------- | ----------------- | ---------------------------------------- | --- | ------------ | ------ |
| Zmeura de Aur          | 21 februarie 2015 | Cel mai prost actor într-un rol secundar | Kiefer Sutherland | Nominalizare | [ 25 ] |
| Canadian Screen Awards | 1 martie 2015     | Cele mai bune decoruri                   | Paul Denham Austerberry, Nigel Churcher | Câștigat     | [ 19 ] |
| Canadian Screen Awards | 1 martie 2015     | Cele mai bune costume                    | Wendy Partridge | Câștigat     | [ 19 ] |
| Canadian Screen Awards | 1 martie 2015     | Cel mai bun sunet                        | Greg Chapman, Peter Persaud, Andrew Stirk, Andrew Tay, Mark Zsifkovits                                                                           | Câștigat     | [ 19 ] |
| Canadian Screen Awards | 1 martie 2015     | Cel mai bun montaj de sunet              | Steve Baine, Kevin Banks, Stephen Barden, Fred Brennan, Alex Bullick, J.R. Fountain, Kevin Howard, Jill Purdy                                    | Câștigat     | [ 19 ] |
| Canadian Screen Awards | 1 martie 2015     | Cele mai bune efecte vizuale             | Keith Acheson, Dennis Berardi, Ayo Burgess, Naomi Foakes, Jo Hughes, Chris MacLean, Mohsen Mousavi, Scott Riopelle, Andy Robinson, Eric Robinson | Câștigat     | [ 19 ] |
| Canadian Screen Awards | 1 martie 2015     | Cel mai bun film                         | Pompeii | Câștigat     | [ 19 ] |

## Acuratețea istorică
Evenimentele filmului se bazează pe cele două scrisori ale lui Plinius cel Tânăr către istoricul roman Tacit. Deschide cu citatul din Plinius:
Se auzeau țipetele femeilor, plânsetele pruncilor și strigătele bărbaților; unii își chemau părinții, alții copiii sau soțiile, încercând să-i recunoască după vocea lor. Oamenii își plângeau soarta lor sau a rudelor și erau unii care se rugau pentru moarte, în teroarea lor. Mulți implorau ajutorul zeilor, dar și mai mulți își închipuiau că nu mai existau zei și că universul era scufundat în întunericul veșnic pentru totdeauna.
 Anderson a devenit îndrăgostit de scrierile sale, în special de elementul lor aproape fantastic și de elocvența lor, a căror influență poate fi văzută de-a lungul filmului în distrugerea orașului Pompei.
Reprezentarea erupției se bazează pe erupțiile care au avut loc în întreaga lume în ultimii zece ani. Anderson citează erupția vulcanică a muntelui Etna din Italia și diferite erupții ale vulcanilor japonezi ca exemple specifice de erupții vulcanice pe care echipa de producție le-a observat prin intermediul unor imagini care au fost surprinse pe peliculă. În plus, Anderson a vrut să prezinte fulgerele care sunt adesea observate în norul de cenușă de deasupra erupțiilor, deoarece nu le mai văzuse niciodată înainte și a simțit că sunt atât magnifice, cât și foarte terifiante. Echipa de animație a fost atât de preocupată de realismul erupției încât avea întotdeauna fotografii și imagini reale ale unor erupții reale, vizibile pe ecrane separate, în timp ce montau erupția Muntelui Vezuviu pentru film. Rosaly Lopes, vulcanolog la Jet Propulsion Laboratory al NASA din Pasadena, California, a susținut munca lui Anderson, afirmând că filmul "a surprins în mod realist cutremurele care au precedat erupția, exploziile și fluxurile piroclastice de cenușă fierbinte și gaze care au îngropat orașul și locuitorii săi."

Reprezentarea orașului s-a bazat pe ruinele supraviețuitoare din Pompei. Pentru a se asigura o acuratețe completă, toate imaginile cu orașul antic au fost construite pe baza filmărilor existente ale ruinelor. Anderson afirmă,
avem o filmare cu elicopterul deasupra ruinelor orașului, ca să știm dacă am reușit să obținem o imagine corectă a orașului... Apoi, am proiecta o imagine generată pe calculator peste fotografia reală... Așa am obținut arhitectura exactă a orașului.
 Sarah Yeomans, arheolog la USC, a lăudat atenția la detalii în descrierea filmului despre Pompei, remarcând, de exemplu, pavajul în relief de pe străzi, graffitile politice de pe clădiri și amfiteatrul în care au loc luptele de gladiatori.
Anderson a descris alte aspecte ale filmului ca fiind mai puțin riguros istorice. De exemplu, el afirmă că intervalul de timp al evenimentelor a fost compactat pentru a menține un nivel ridicat de intensitate. Reprezentarea sa a unor aspecte ale erupției, în special includerea bilelor de foc care plouă din cer, a fost inclusă mai degrabă pentru un efect dramatic decât pentru acuratețe istorică. A primit, de asemenea, mici critici din partea lui Yeomans pentru portretizarea femeilor, care nu ar fi fost văzute singure în oraș, implicate în afaceri politice, și nici purtând hainele revelatoare pe care le purtau în film. Anderson a portretizat aceste femei mai mult în conformitate cu gusturile moderne. Personajele în sine sunt fictive. Anderson s-a inspirat pentru ele din oameni reali, reprezentând celebrul mulaj de ipsos al "iubiților gemeni" din Pompei ca fiind Milo și Cassia, și găsind inspirație pentru Atticus în mulajele bărbatului încolțit. Anderson a declarat că a primit aprobarea tuturor vulcanologilor și istoricilor cărora le-a arătat filmul, acesta primind "note mari atât pentru acuratețea științifică, cât și pentru cea istorică", acesta fiind lucrul căutat de echipă.